# Pseudogalactosoma macrostoma
Pseudogalactosoma macrostoma är en plattmaskart. Pseudogalactosoma macrostoma ingår i släktet Pseudogalactosoma och familjen Heterophyidae. Inga underarter finns listade i Catalogue of Life.